# 나치는 살아있다
나치는 살아있다(Im Labyrinth des Schweigens, Labyrinth of Lies)는 독일에서 제작된 지우리오 리치아렐리 감독의 2014년 드라마 영화이다. 알렉산더 페링 등이 주연으로 출연하였다.

## 출연

### 주연
- 알렉산더 페링
- 안드레 스지만스키
- 프레더릭케 베흐
- 거트 보스

### 조연
- 조한스 크리쉬